# Central Park

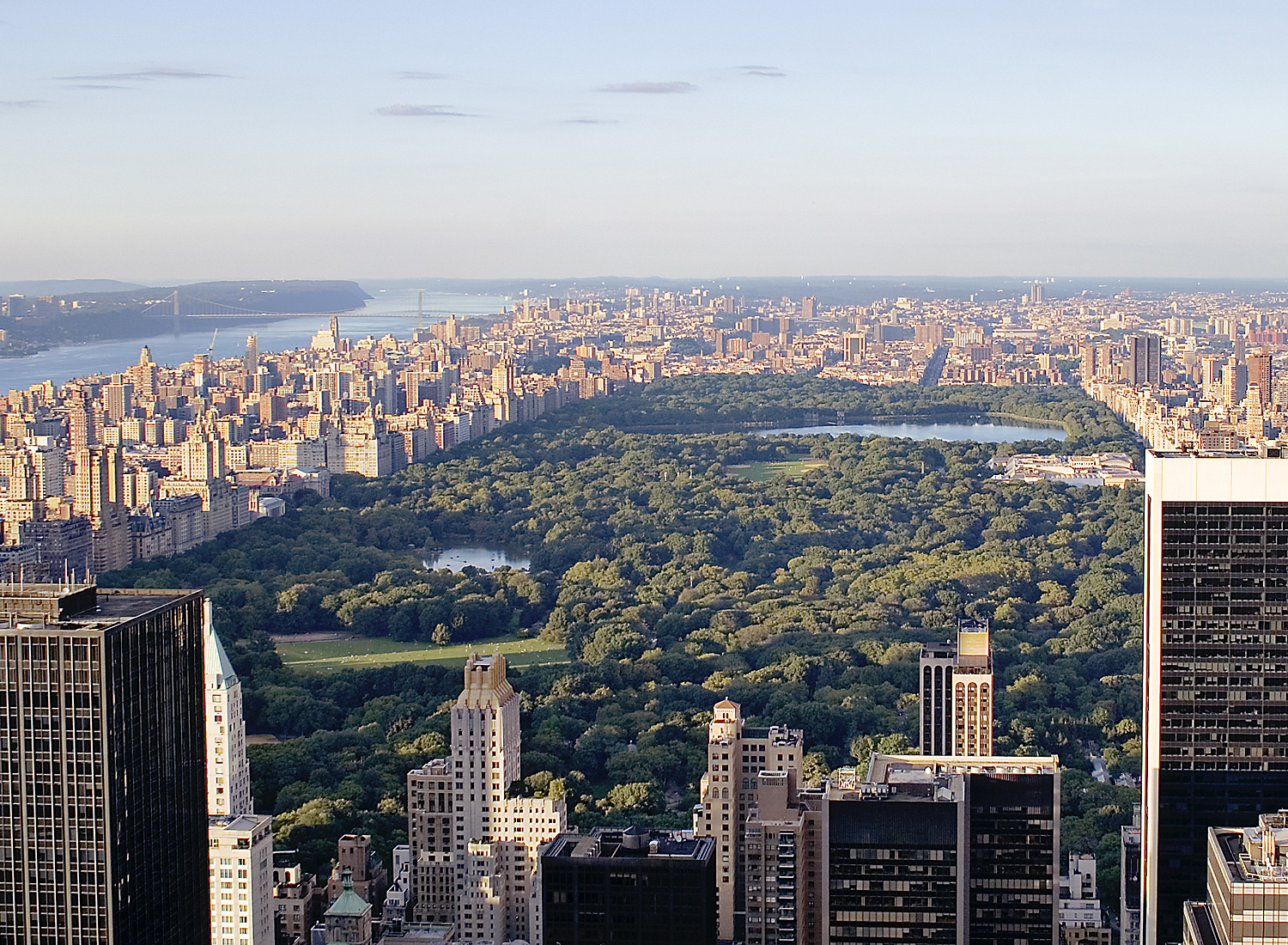
Gesamtansicht vom Dach des Rockefeller Center in Süd-Nord-Richtung

Lage des Parks

Der Central Park ist ein Stadtpark im Zentrum Manhattans in New York City. Er wurde 1859 als Landschaftspark eingerichtet und 1873 fertiggestellt. Gebaut wurde er zunächst vor allem als Promenade der reichen Anwohner. 1963 wurde dem Central Park der Status eines National Historic Landmark der Vereinigten Staaten verliehen und der Park somit vom US-Innenministerium als eine Stätte von besonderer historischer Bedeutung eingestuft.
Der Central Park erstreckt sich heute auf einer Länge von 4,07 km von der 59th bis zur 110th Street und 860 m Breite zwischen der Fifth Avenue und der Eighth Avenue und wird auch die Grüne Lunge New Yorks genannt. Mit 341 Hektar (= 3,41 km²) nimmt er etwa 6 % der Bodenfläche Manhattans ein und zählt zu den größten Parkanlagen weltweit. Jährlich besuchen rund 25 Millionen Menschen die innerstädtische Parkanlage.

## Geschichte

### Vor dem Bau

#### Grundidee
Die ursprüngliche Idee stammte von dem damals bedeutendsten Landschaftsgestalter der USA, Andrew Jackson Downing. Er reagierte damit auf den Wunsch der Bevölkerung nach einem Erholungsgebiet, da es im damaligen New York kaum Freizeit- und Unterhaltungsmöglichkeiten gab.
In einem Artikel der Zeitschrift Horticulturist brachte er 1848 den Anstoß zu Überlegungen in Richtung eines großen öffentlichen Parks, in dem man spazieren gehen, reiten, rudern, Baseball, Golf oder Cricket spielen könne, außerdem sollte es Spielplätze geben.

#### Erste Planungen und Entscheidungen
Downing bereiste Europa, um sich von den dortigen Parkanlagen für seinen Vorschlag inspirieren zu lassen. Durch einen Brief des Bürgermeisters Ambrose C. Kingsland 1851 an die Ratsversammlung wurde die Idee erstmals öffentlich diskutiert.
Schließlich waren es der vermögende Kaufmann Robert B. Minturn und seine Frau Anna M. Wendell, die ein Komitee gleichgesinnter Bürger gründeten, um einen Park ähnlich den europäischen Vorbildern zu verwirklichen. Hauptaufgabe des Komitees war es, ein geeignetes Gebiet zu finden. Es mussten aber auch die Behörden und die New Yorker selbst vom Nutzen eines Parks überzeugt werden. Die Voraussetzungen waren daher:
- es ließe sich Geld verdienen
- es würden neue Arbeitsplätze geschaffen
- die kulturelle Bedeutung der Stadt würde steigen
- die Gesundheit der Bürger würde gefördert werden
- politischer Nutzen

Die Entscheidung fiel zunächst auf ein Gebiet am East River, das Jones’s Wood genannt wurde.
Dieses war ein sumpfiges, hügeliges Waldstück, das von ca. 1600 Menschen besiedelt wurde. Zumeist lebten dort arme Einwanderer und Afroamerikaner.
Am 11. Juli 1851 wurde die Verfügung erlassen, die es der Stadt erlaubte, das Areal zu kaufen.
Nachdem die Entscheidung für das ursprünglich vorgesehene Gelände revidiert worden war, bestimmte die New Yorker Stadtverwaltung 1853 ein 280 ha großes Gebiet zwischen 59. und 106. Straße zur Verwirklichung des Parks, zu Kosten von mehr als 5 Mio. US-Dollar allein für den Landkauf. Vor Ort befand sich unter anderem das Seneca Village, eine primär afroamerikanische Siedlung von einigem Wohlstand, wie neueste Ausgrabungen belegen. So befand sich dort unter anderem eine Schule, mehrere Kirchen, und man hat bei Ausgrabungen wertvolles Porzellan gefunden.
Vor dem Beginn der Bauarbeiten musste festgelegt werden, wie die Anlage gestaltet werden sollte und wie hoch die Ausgaben sein durften. Daher gründete die Stadt 1857 eine Parkkommission, den Board of Commissioners. Dieser rief im selben Jahr einen Wettbewerb ins Leben, um Vorschläge für die Anlage zu sammeln.

#### Projektwettbewerb
Der erste Entwurf stammte von Egbert L. Viele. In seinem Plan gab es Straßen, die durch den Park führten, einen Paradeplatz, Sportanlagen und einen botanischen Garten. Die Kommission legte ein Budget von 1,5 Millionen Dollar fest, um das Unternehmen zu verwirklichen. Nach vielen Entwürfen wurden Richtlinien für die Gestaltung festgelegt. In ihnen sah man vor, dass es Straßen geben musste, um die 5. und 8. Avenue zu verbinden. Ferner wollte man Spielplätze, einen Blumengarten, einen See und Platz für Ausstellungs- und Konzerthallen. 33 Vorschläge wurden daraufhin eingereicht, die meisten von den New Yorkern selbst.
Es gewann der Vorschlag Nr. 33 von Frederick Law Olmsted und Calvert Vaux. Dieser Entwurf wurde als Greensward Plan bekannt. Er sah vor, die unterschiedlichen Gegenden der USA in Ausschnitten als Naturpark nachzubilden, darin aber auch zahlreiche Plätze, Spielplätze und Orte, die dem Wohlbefinden und der Zerstreuung dienen (z. B. Restaurants, Aussichtsturm), zu integrieren. Denn es sollte auch ein Park für alle Bürger und eine Oase der Erholung werden. Man sah vor, die Verbindungsstraßen abzusenken, um den Gesamteindruck nicht zu stören. Zudem wollte man weitgehend auf architektonische Strukturen verzichten. Eine Promenade sollte an einem See entlangführen. Die Fußwege sollten abseits der Fahrwege liegen, damit man ungestört spazieren könne. Ein Cricketplatz sollte, im Norden liegend, einfach zu erreichen sein. Die Parkkommission nahm nur wenige Veränderungen vor.

#### Gründerväter und Tüftler hinter den Kulissen
- Frederick Law Olmsted war ein bekannter Farmer und gilt als der „Vater der amerikanischen Landschaftsarchitektur“.
- Calvert Vaux stammte aus England und war Partner des Landschaftsarchitekten Andrew Jackson Downing, der 1853 verstarb. Vaux setzte Downings Arbeit fort; er war als Architekt und Autor architektonischer Bücher bekannt.
- Andrew H. Green war Leiter und Finanzverwalter des Board of Commissioners. Er war somit zuständig für die zeitgerechte und effiziente Organisation dieses Bauvorhabens. Seine Aufgabe war es auch, alle nötigen Fachleute für die Durchführung sämtlicher geplanter Bau- und Gestaltungsvorhaben einzustellen.
- Ignaz Pilat wurde als oberster Landschaftsgärtner angestellt. Er war für die Auswahl der Pflanzen und deren Gruppierung, Detailgestaltung des Geländes und die bewunderten, Raum gebenden Durchblicke verantwortlich.
- Jacob Wrey Mould, „Oberster Zeichner“ und ebenfalls Landschaftsarchitekt. Die Ornamente und die Verzierung der rund sechzig Brücken im Park sind sein Beitrag.
- George E. Waring Jr., Ingenieur, der das komplexe Kanal- und Flusssystem des Parks entwickelte.

Die „Olmsted, Vaux and Company“ – Partnerschaft bestand bis zur Vollendung und offiziellen Einweihung des Central Parks 1873. Währenddessen arbeiteten beide auch an weiteren Parkprojekten, unter anderem für Brooklyn, Chicago, Riverside und Illinois, danach trennten sich die zwei.

### Bauarbeiten und Geschichte bis 1900

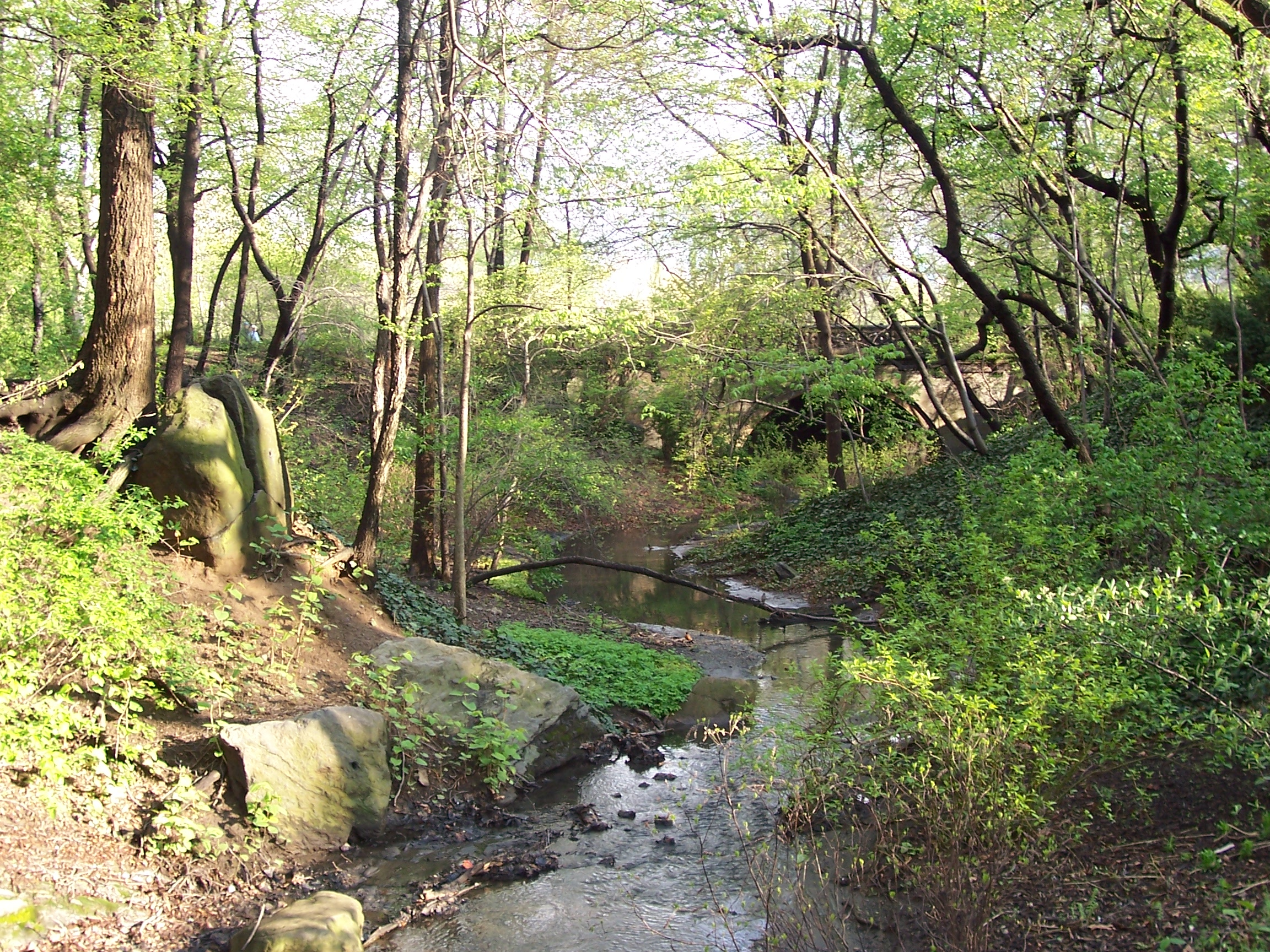
Bach im Central Park

Die Bauarbeiten begannen 1858, der Central Park wurde 1873 eingeweiht. Der Park wurde immer wieder neuen Bedürfnissen angepasst.

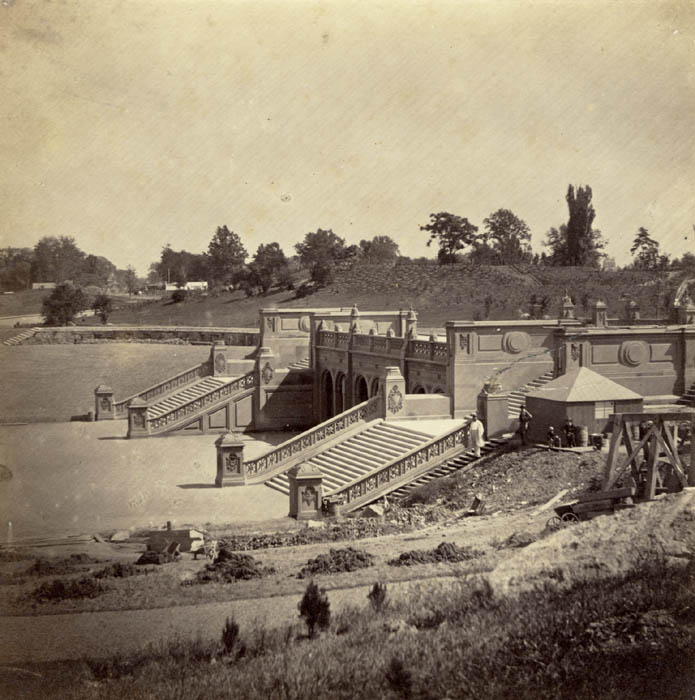
The Terrace, Central Park, New York (1862).
Victor Prevost

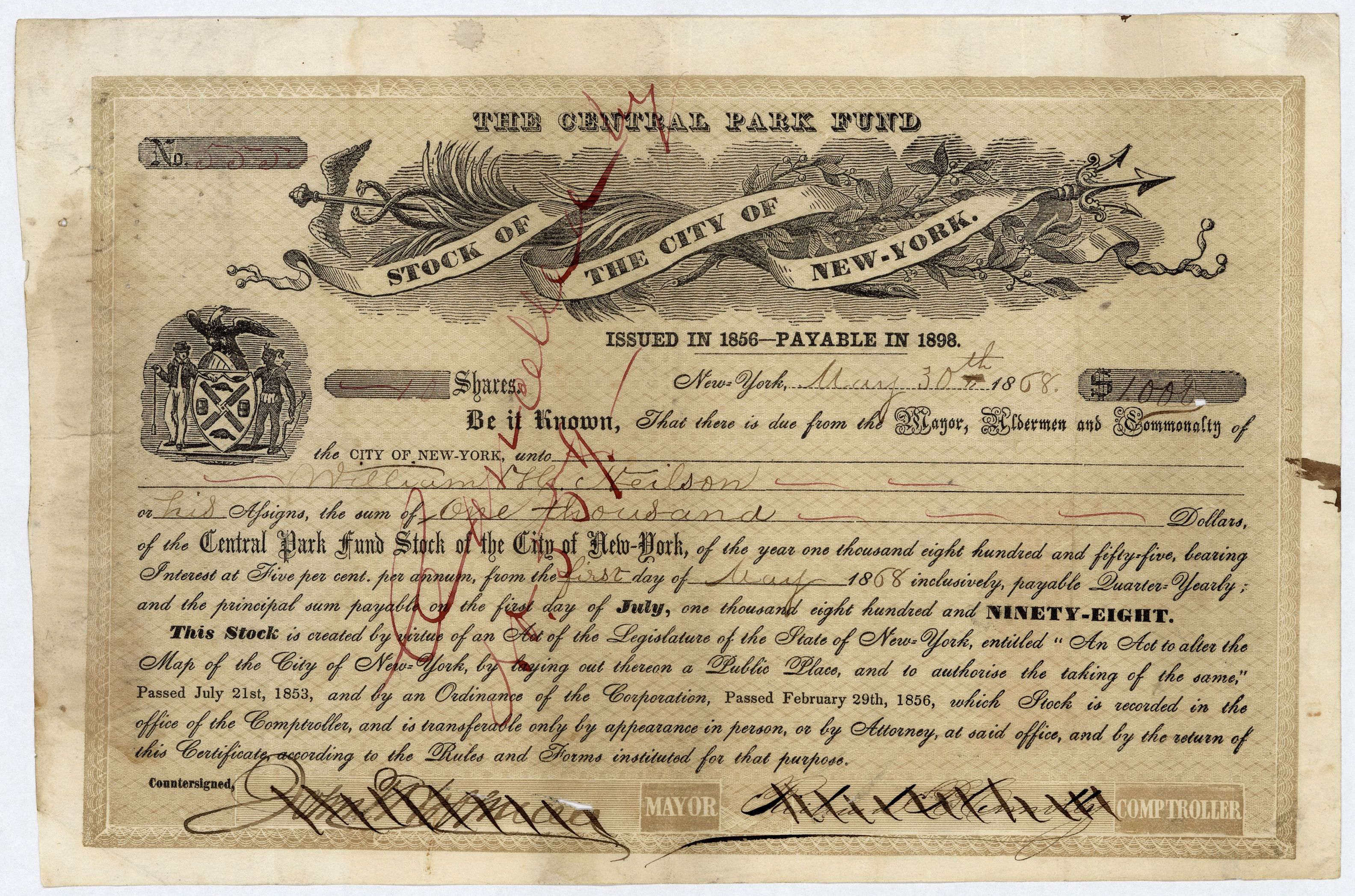
Anteil am Central Park Fund von 1868 - der Central Park Fund diente zur Finanzierung des Central Park Baues

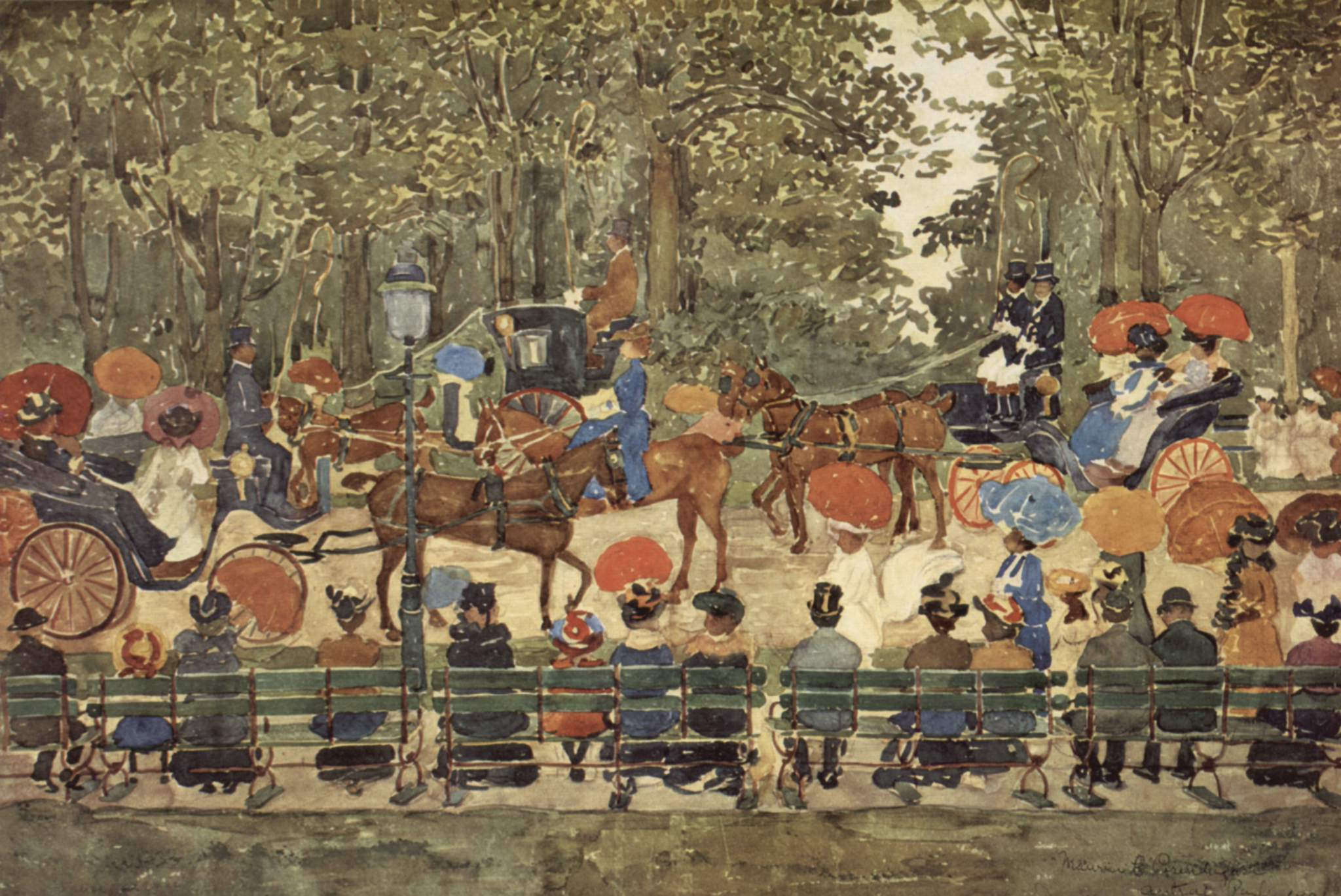
Central Park, New York (1901).
Maurice Prendergast

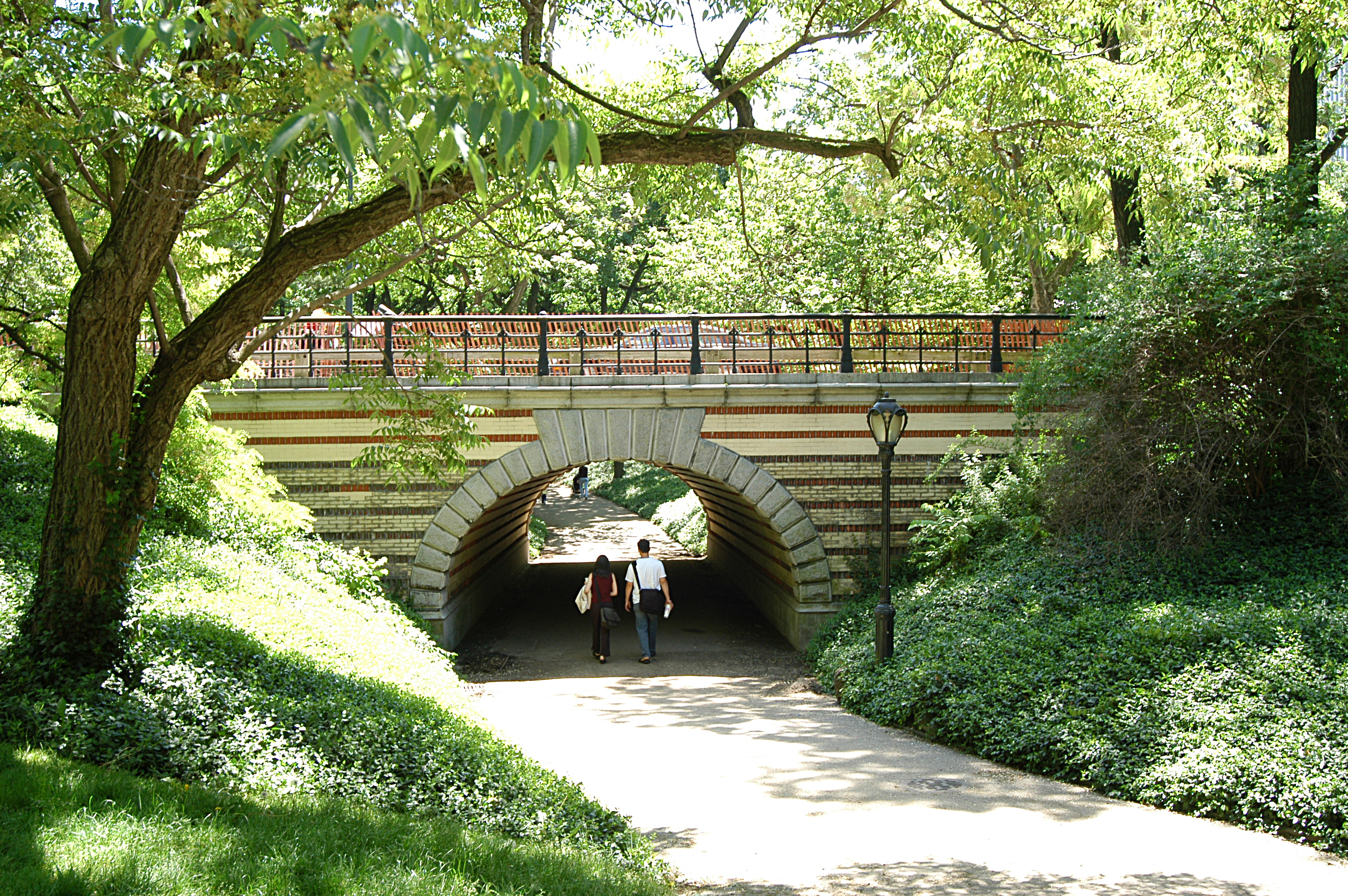
Eine unauffällige Steinbrücke im Central Park, entworfen von Calvert Vaux, trennt die Fußgänger von der Fahrbahn. Jede Brücke im Park ist ein Unikat.

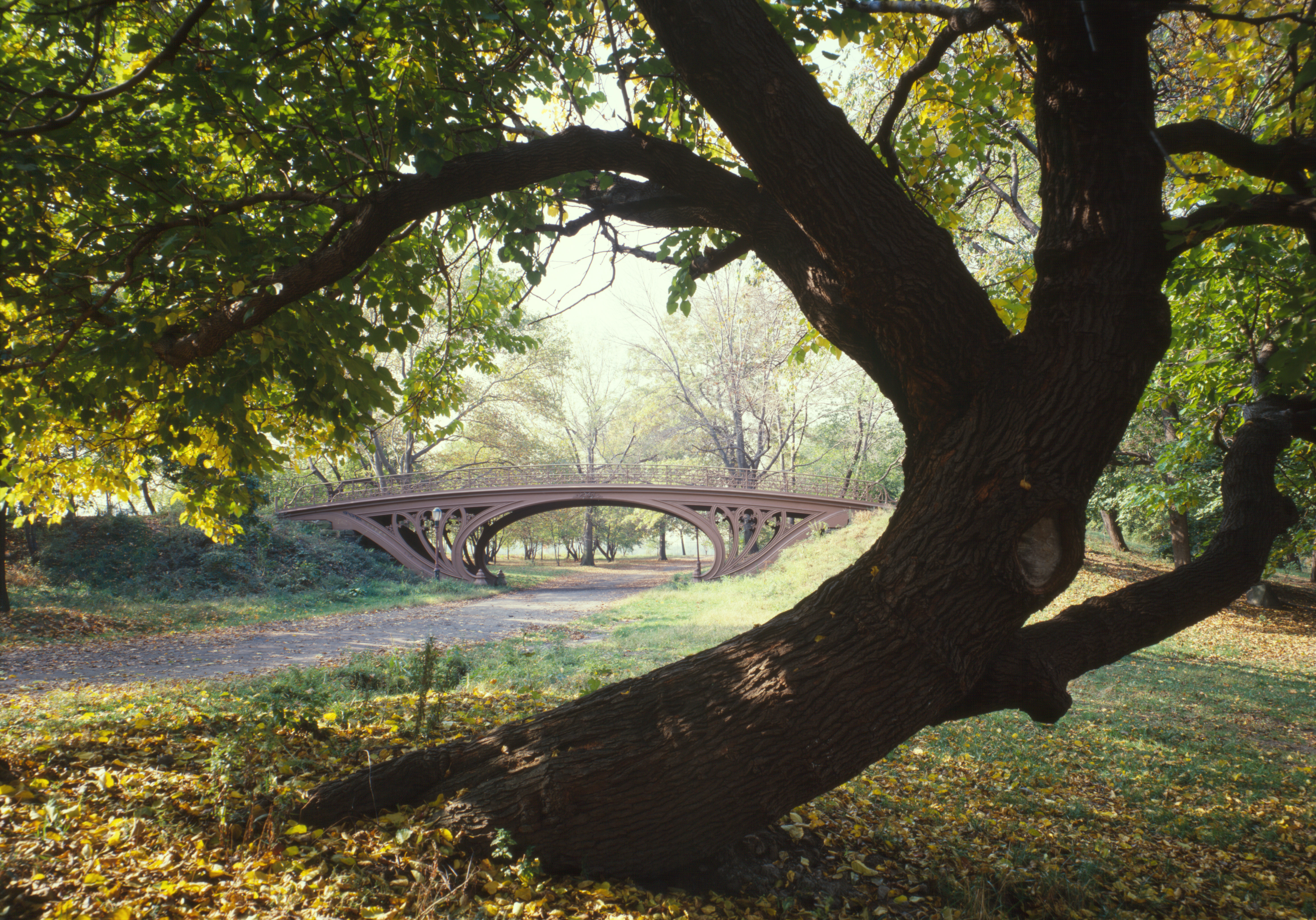
Gusseisenbrücke Gothic Bridge

In den ersten fünf Jahren hatten die Arbeiter fast 2,5 Millionen yd³ (1,9 Millionen m³) Steine und Erde bewegt – genug, um ein Fußballfeld um acht Stockwerke zu erhöhen. Mit Spitzhacken, Hämmern und Schaufeln und 166 t Schießpulver sprengten sie 300.000 yd³ Felsgestein aus Gneis, durchzogen von Granit. Steinbrecher zerkleinerten das Geröll zu Splitt und Schotter für das Straßenpflaster. Bauunternehmer lieferten 6 Millionen Ziegelsteine, 35.000 Fässer Zement, 65.000 yd³ = 50.000 m³ Kies, und 19.000 yd³ = 15.000 m³ Sand. Gärtner verteilten mehr als 40000 yd³ = 30.000 m³ Mutterboden und pflanzten 270.000 Bäume und Sträucher. Vielen Arbeitslosen gaben die Bauarbeiten im Park Beschäftigung. Auf dem Höhepunkt der Bautätigkeit 1859 und 1860 war der Board of Commissioners des Central Parks einer der größten Arbeitgeber der Stadt, der jedes Jahr 4000 Arbeiter beschäftigte, und im September 1859 arbeiteten 3600 Männer an einem einzigen Tag. Als 1859 ein Teil der Arbeiter streikte, um höhere Löhne zu fordern, wurden sie entlassen, denn es gab genug Arbeitssuchende, die die Bedingungen akzeptierten. Trotz der niedrigen Löhne waren viele bereit, auch nachts und sonntags zu arbeiten. Aus diesem immensen Aufwand an Arbeit und Material – bis zu 20.000 Männer und 5 Millionen Dollar allein im Jahre 1866 – entstanden Park- und Spazierwege, Brücken, Hügel, Teiche, Wiesen und Ausblicke.
Nachdem für Friedrich Schiller ein Denkmal eingerichtet worden war, stellte man am 14. September 1869 das nunmehr zweitälteste zu Ehren von Alexander von Humboldt an der 59. Straße und Fifth Avenue auf.
Während der Arbeit an der Anlage wurden Veränderungen am ursprünglichen Plan vorgenommen. Zum einen wurde aus Kostengründen auf billigere Materialien beim Bau der zahlreichen Brücken zurückgegriffen. Zum anderen wurde die Idee eines privaten Zoos integriert, der 1870 im Süden der Anlage sein Zuhause fand. Dieser Zoo wurde mit allerlei Tieren beschenkt, darunter Hirsche, Gänse, Stachelschweine und Präriewölfe. Außerdem wurde eine Beleuchtung der Wege eingerichtet, um den Park nachts sicherer zu machen. Nach und nach wurden weitere Eingänge geschaffen und Wege verbreitert.
Noch während der Arbeiten wurde der Park der Öffentlichkeit zugänglich gemacht. Da die Kommission fürchtete, das Niveau der Anlage könne sinken, wurden Nutzungsrichtlinien erarbeitet. Darin wurde festgelegt, wer wann den Park betreten dürfe. Die wohlhabenden Bürger (und Geldgeber) fühlten sich durch die Ärmeren belästigt. Es wurde verboten, Bäume und Sträucher zu beschädigen oder sein Vieh zum Grasen in den Park zu treiben. Ferner durften keine der üblichen Massenpicknicks oder Militärparaden stattfinden, um die Attraktivität nicht zu stören.
Der 18 Morgen große See war einst ein Sumpfgelände. Nach den Bauarbeiten 1857 wurde der See für das Eislaufen im Winter 1858 erstmals freigegeben. Bis 1950 wurde der See zum Eislaufen in den Wintermonaten und zum Bootfahren im Sommer genutzt. 1950 wurde die Wollman-Eislaufbahn eröffnet, die in den Wintermonaten über 4.000 Eisläufer pro Tag anzieht.
1870 ging die Verwaltung in die Hände des Bürgermeisters, A. Oakey Hall, über, der eine neue Parkkommission gründete. Olmsted und Vaux wurden als Landschaftsarchitekten entlassen, da sie die Arbeit der Stadt zu sehr kritisierten. Tatsächlich aber stellte die neue Kommission Projekte fertig, die vorher nur oberflächlich erledigt werden konnten. Vaux wurde später nochmals als Landschaftsarchitekt eingestellt, sein Wirkungskreis war aber geringer.
Zur Zeit der Weltwirtschaftskrise bauten sich obdachlos gewordene Arme Hütten im Park.

#### Belvedere Castle
Benannt nach dem italienischen Wort für „schöne Aussicht“, bietet Belvedere Castle dem Spaziergänger das, was der Name schon sagt. Die Burg liegt auf einer Anhöhe namens Vista Rock und ist somit die höchste Erhebung des Parks. Mit ihren zwei Balkonen liefert sie einen Panoramablick auf einige der berühmtesten Sehenswürdigkeiten des Parks: auf das Delacorte Theater, wo im Sommer kostenfrei zugänglich Shakespeare-Stücke aufgeführt werden, sowie auf den direkt unterhalb gelegenen Turtle Pond (Schildkrötenteich), auf die Great Lawn (Große Wiese) und auf den Ramble (Ur-Wald).
Ursprünglich 1865 von Calvert Vaux gestaltet, ist Schloss Belvedere ein viktorianischer Phantasiebau. Mit seiner starken Steinfassade, dem großen Turm mit Fahne, war es eine beliebte Attraktion im Central Park.
Im Jahre 1919 begann der nationale Wetterdienst mit seinen Messungen, um vom Burgturm mit wissenschaftlichen Instrumenten die Windgeschwindigkeit und -richtung zu bestimmen. Zusätzlich wurden andere Daten, wie die Niederschläge, südlich des Schlosses aufgezeichnet und an das Büro der Wetterdienst-Vorhersage in der National Library von Brookhaven auf Long Island weitergeleitet. Schloss Belvedere wird noch heute für diesen Zweck genutzt. Durch das Henry Luce Nature Observatory, benannt nach dem Philanthropen und Gründer des Time-Magazins, das sich ebenfalls im Schloss befindet, wird jungen Besuchern durch Schaukästen und Vogelbeobachtung von den Parkrangern die vielfältige Tierwelt des Parks näher gebracht.

#### Bethesda-Terrasse und Fontäne
Die Bethesda-Terrasse bietet eine Aussicht auf den Central Park See und die Wälder. Sie liegt an der 72nd Street Cross Drive. Die Terrasse war eine der ersten Bauten im Central Park. Ihr Bau begann 1859, ruhte während des Bürgerkrieges und wurde 1863 abgeschlossen. Bei der Gestaltung der Terrasse waren sich Frederick Law Olmsted und Calvert Vaux einig, dass die Natur von größter Bedeutung in ihrem Plan war und die Architektur dahinter zurückstehen müsse. Sie schlugen vor, dass die Terrasse bekannt werden müsse als das „Herz des Parks“, und Vaux soll einmal gesagt haben: „Natur als erstes, zweites und drittes – Architektur nach einer Weile“. Die Vision der beiden Schöpfer bestand aus einem Ort, wo Menschen Natur erleben konnten. Es sollte eine Zuflucht aus dem oft stressigen und geschäftigen städtischen Lebens des typischen Stadtbewohners sein. Jacob Wrey Mould, der Designer des Bethesda-Brunnens, unterstützte Olmsted und Vaux in ihrer Ansicht, den Schwerpunkt auf die Natur zu legen, und erstellte mit seinen Entwürfen die dekorativen Elemente für die Terrasse. Die Gestaltung besteht sowohl aus einer oberen und einer unteren Terrasse, die von zwei großen Treppen flankiert wird, und einer kleineren, die direkt zur angeschlossenen Mall führt mit dem majestätischen Bethesda Fountain (Bethesda-Brunnen). Die gesamte Terrasse ist mit Sandstein aus New Brunswick gebaut, gepflastert mit römischen Ziegeln, und hat Stufen und Podeste aus Granit.

#### Central Park Dairy
Am ursprünglich für die Kinder vorgesehenen südlichen Ende des Parks wurde 1870 die Molkerei gebaut, um frische Milch für Kinder zu verteilen. Hier konnten den Kindern in der kühlen und entspannenden Atmosphäre des nahen Teichs neben Milch auch Snacks angeboten werden.
Vaux erkannte auch die Notwendigkeit eines Bootshauses und entwarf eine hölzerne Konstruktion im viktorianischen Stil, die zweistöckig war. Es stand von 1873 bis 1954, bis es abgerissen und durch das „Loeb“-Bootshaus ersetzt wurde.

#### Obelisk
In Manhattan gibt es drei Obelisken aus Ägypten. Im Park steht die 21 m hohe, fälschlich nach Kleopatra genannte Säule (Cleopatra’s Needle), die ca. 3.500 Jahre alt ist. Das Geschenk der ägyptischen Regierung (für wirtschaftliche Unterstützung seitens der Stadt) überragte lange Zeit alle New Yorker Gebäude.

### Der Park seit 1900

#### Auswirkungen der Expansion New Yorks bis 1945
Während die Strukturen des Parks erhalten blieben, änderte sich mit Beginn des 20. Jahrhunderts sein Umfeld. Immer neue Wolkenkratzer rahmten die Anlage ein und gaben ihm ein anderes Erscheinungsbild.
Allmählich gehörten Autos zum Stadtbild, die jetzt auch für die Mittelschicht erschwinglich wurden. Damit der Park vom Durchgangsverkehr nicht zu sehr belastet wurde, wurden Ampelanlagen errichtet und Geschwindigkeitsbeschränkungen erlassen.
Immer wieder gab es Pläne, Teile des Parks als Baugelände zu nutzen – die New York Times vom 31. März 1918 gibt einen illustrierten Überblick über diese (meist als sozial wertvoll deklarierten) Vorhaben: Sie reichten von Ausstellungs- und Sportanlagen, einem Opernhaus und einer Kathedrale bis zu einem Hippodrom – dagegen regten sich erfolgreiche Proteste. Nur das Metropolitan Museum of Art wurde realisiert. Später wurden im Park allerdings doch eine Vielzahl neuer Spielgeräte errichtet, ihre Anzahl stieg auf 424. Wege wurden erneuert, Bäume und Sträucher beschnitten und entfernt, um neue Ansichten zu präsentieren. Ein Ordnungsdienst kümmerte sich um illegale Verkäufer, Obdachlose und den Müll. Öffentliche Stimmen sagten, der Park ähnelte bereits fast mehr einem Freizeitpark als einer naturnahen Landschaft.

#### Zunehmende Kriminalität ab 1945
Nach dem Zweiten Weltkrieg wuchs New York zur Metropole des internationalen Kapitalismus. Parallel zum stattfindenden Wirtschaftswachstum nahm auch die Armut zu. Eine Folge davon war die steigende Zahl der Raubüberfälle im Park. Es wurde davon abgeraten, den Park nachts zu betreten. Immer mehr gehörten Obdachlosigkeit, Drogenkonsum und Prostitution zum Alltagsbild des Parks.
Im Mai 1963 erhielt der Park den Status eines National Historic Landmarks. Mitte der 1960er Jahre wurde der Central Park als Ort für Konzerte des New York Philharmonic Orchestra, der Metropolitan Opera und für große politische Versammlungen beliebt. Konservative Kreise fürchteten um das Bild des Parks; Einschränkungen des Versammlungsrechts konnten aber nicht durchgesetzt werden. Mit der wirtschaftlichen Rezession der 1970er Jahre fehlte es der Stadt immer mehr an finanziellen Mitteln, sodass der Park vernachlässigt wurde und teilweise verkam.

#### Konzerte für den Central Park
Da die Stadtverwaltung von New York und ihr Bürgermeister Ed Koch planten, den Central Park aus Kostengründen zu schließen, engagierten sich Künstler für seinen Erhalt und veranstalteten für diesen Zweck Benefiz-Konzerte. So gaben Simon & Garfunkel am 19. September 1981 ein berühmtes, später als Live-Album veröffentlichtes, Konzert vor über 500.000 Zuschauern. Paul Simon bedankte sich für die Durchführung des Konzertes unter anderem in ironischem Ton bei Ed Koch, was zu großem Beifall führte.

#### „Central Park Conservancy“

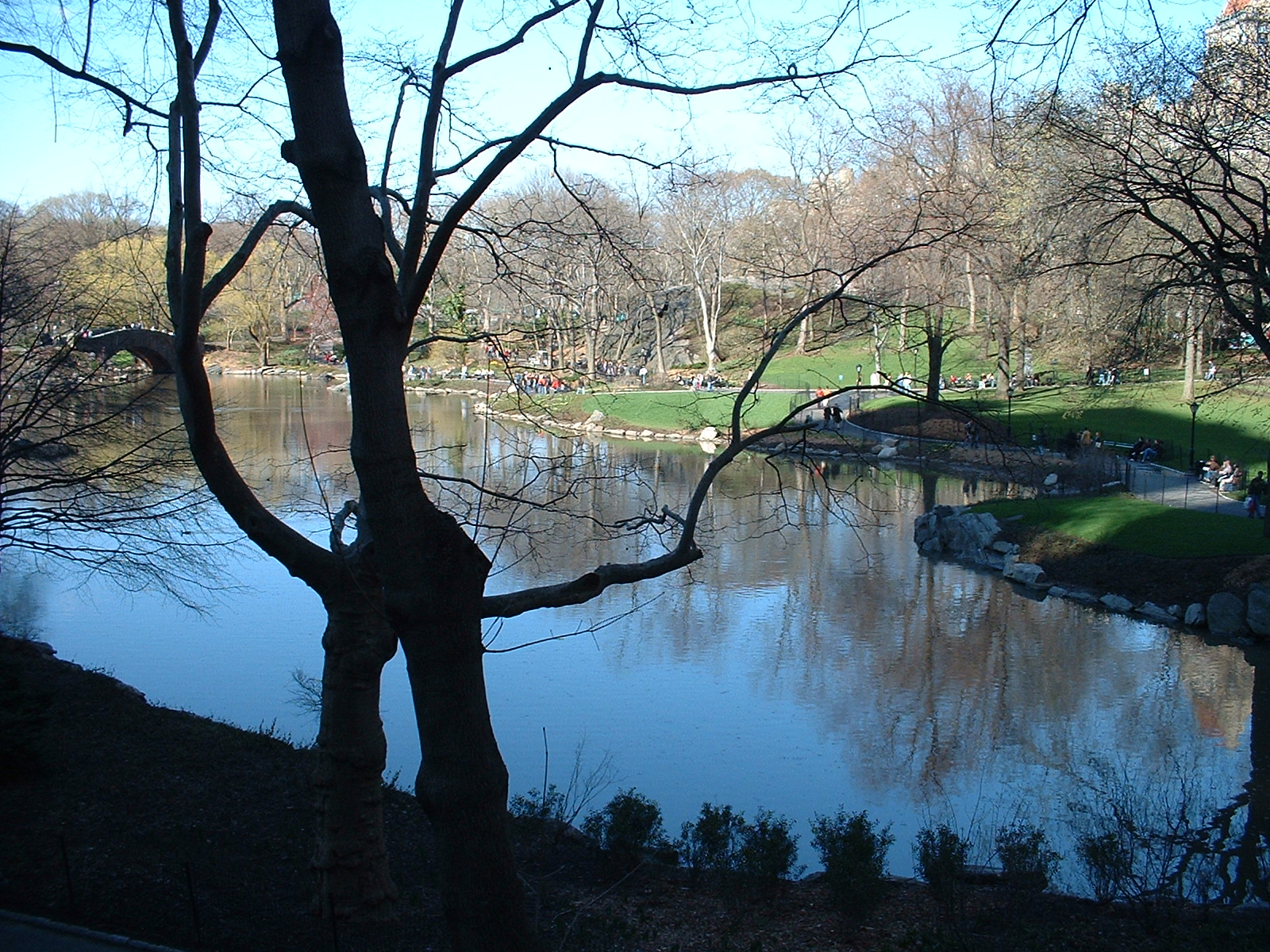
Blick über den Central Park

1980 wurde die Central Park Conservancy gegründet, eine Privatinitiative, die zunächst in Eigenleistung den verwahrlosten Park pflegte und inzwischen hauptsächlich durch Spenden großer Unternehmen und Banken gefördert wird. Dem Engagement dieser Organisation ist es zu verdanken, dass die Landschaft des Parks instand gehalten wird. Private Spendengelder machen rund 85 % des Budgets der Parkanlage aus. Außerdem bietet die Central Park Conservancy Führungen durch den Park an, um den Bürgern die Schönheit der Tier- und Pflanzenwelt näher zu bringen und ihren Erhaltungswert zu vergegenwärtigen. Diese Angebote werden gern genutzt. Auch die zahlreichen Kunstwerke des Parks aus verschiedenen Zeiten, u. a. das Strawberry Fields Memorial von Yoko Ono (→ Strawberry Fields Forever), gehören zu ihrem Arbeitsgebiet.
Seit ihrer Gründung hat die Conservancy Investitionen von 690.000.000 $ im Central Park verwaltet, von denen 536.000.000 $ aus privaten Quellen aufgebracht wurde – Einzelpersonen, Unternehmen und Stiftungen – und mehr als 110.000.000 $ hat die Stadt beigesteuert.
Seit dem 13. April 2005 erhält die Central Park Conservancy auch Unterstützung vom noch jüngeren Austrian Cultural Forum, das mit der eigens gegründeten Ignaz Pilat Society zur Sanierung von „The Ramble“ beiträgt – einem 18 Hektar großen, ehemals von Pilat gestalteten Urwald mitten im Park. Das Austrian Cultural Forum unterstützt die Central Park Conservancy mit Spendengeldern und freiwilliger Arbeit, die Auslandsösterreicher gemeinsam mit New Yorkern durchführen – ganz im Sinne des kulturellen Austausches und der Sanierung des Parkteilstücks, und nicht zuletzt auch zur Eigenwerbung bzw. zur Popularitätssteigerung des „fast vergessenen“ Pilat.
Conservancy-Mitarbeiter haben die Verantwortung für die Pflege von 250 Hektar Wiesen, 24.000 Bäumen, 150 Hektar Seen und Bächen und 80 Hektar Wald. Sie installieren hunderttausende von Pflanzungen jährlich, einschließlich Blumenzwiebeln, Sträuchern, Blumen und Bäumen, pflegen 9.000 Bänke, 26 Spielplätze und 21 Ballspiel-Felder, bewahren 55 Skulpturen und Denkmäler (darunter die Kolumbus-Statue) sowie 36 Brücken, entfernen Graffiti innerhalb von 24 Stunden, sammeln über 5 Millionen Pfund Müll pro Jahr und bieten Unterstützung für Gartenbau in anderen Stadtparks.

#### Größte Einzelspende
Am 23. Oktober 2012 gab die Central Park Conservancy bekannt, dass sie aus der Stiftung von John A. Paulsons Familie 100 Millionen Dollar erhalten hat für den Unterhalt des großen Parks. Es handelt sich um den höchsten Betrag, den der Central Park jemals bekommen hat.

#### „The Gates of Christo“

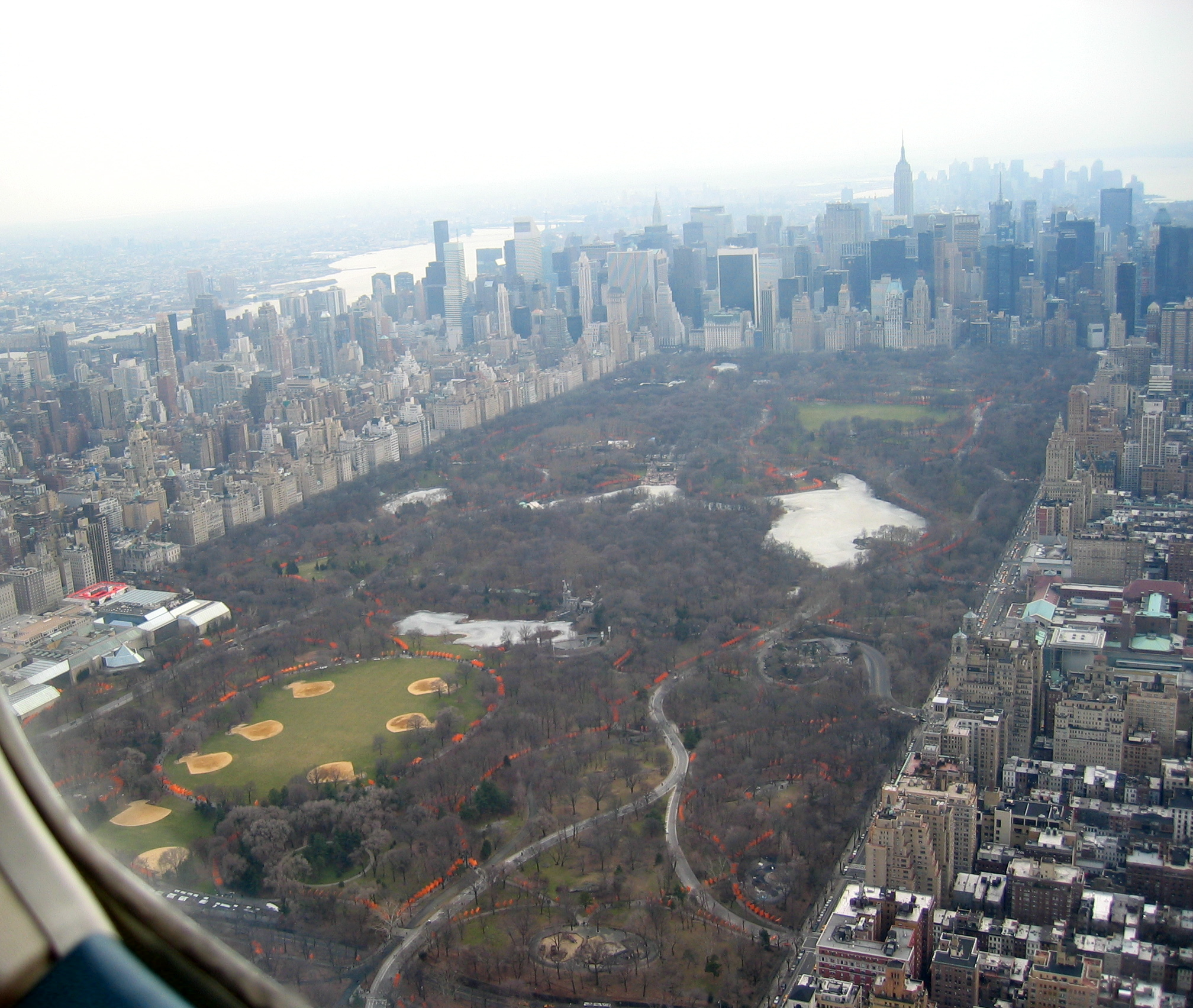
Luftaufnahme in Nord-Süd-Richtung mit der Kunstinstallation
links unten: Metropolitan Museum of Art

Vom 12. bis 28. Februar 2005 verwirklichte das Künstlerpaar Christo und Jeanne-Claude nach jahrzehntelangen Diskussionen und Verzögerungen mit der Stadtverwaltung im Central Park das Kunstprojekt The Gates („Die Tore“), eine Installation mit 7500 Toren aus safrangelben Stoffbahnen.

#### Nominierung für das UNESCO-Welterbe
Im April 2017 wurde der Central Park gemeinsam mit Brooklyn Bridge und Ellis Island vom Innenministerium der Vereinigten Staaten auf die Tentativliste gesetzt und somit als UNESCO-Welterbe nominiert.

## Sehenswertes im und um den Central Park

Karte des Central Park

### Seen

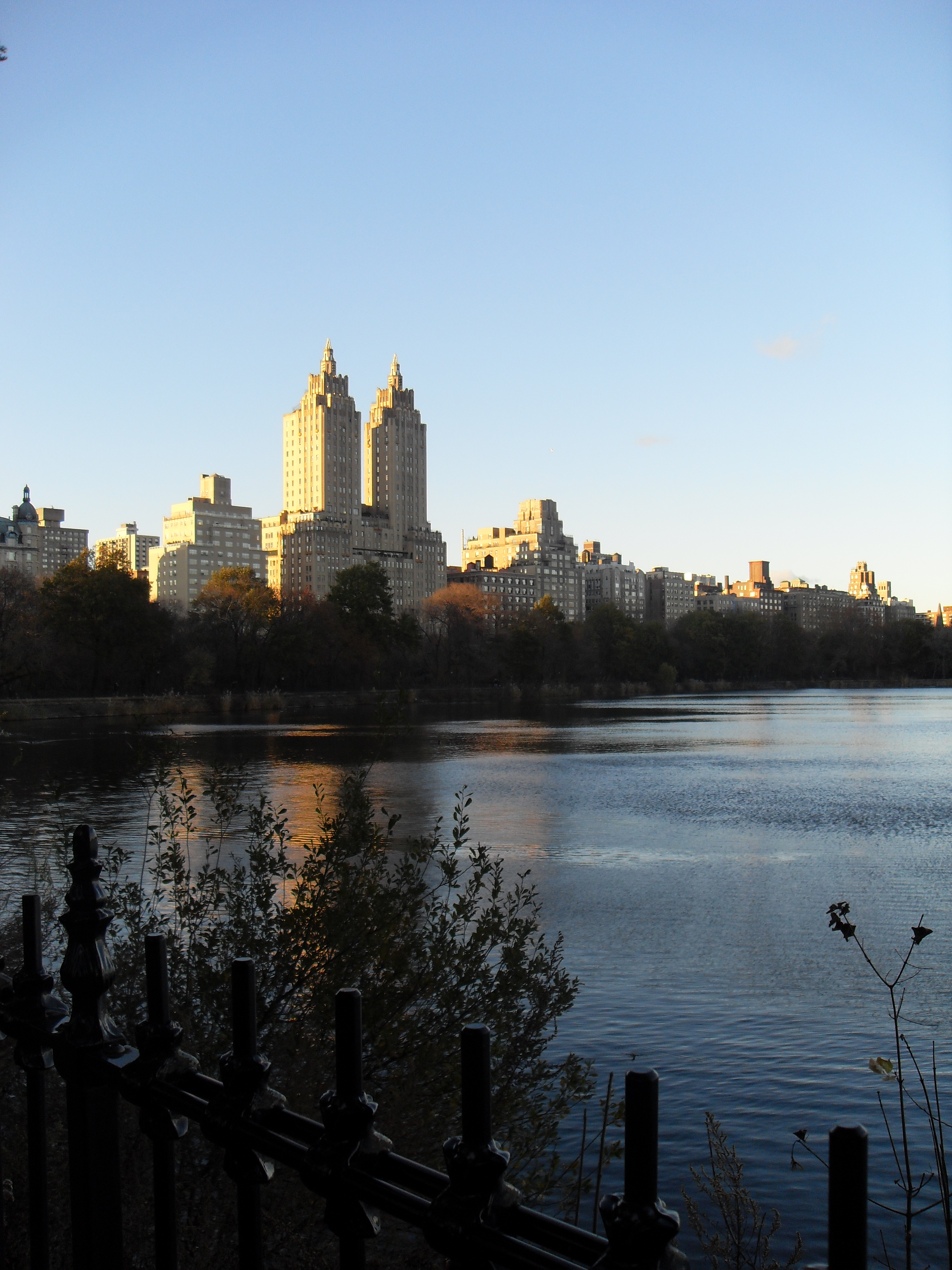
Der Reservoir-See mit Blick auf die Zwillingstürme San Remo

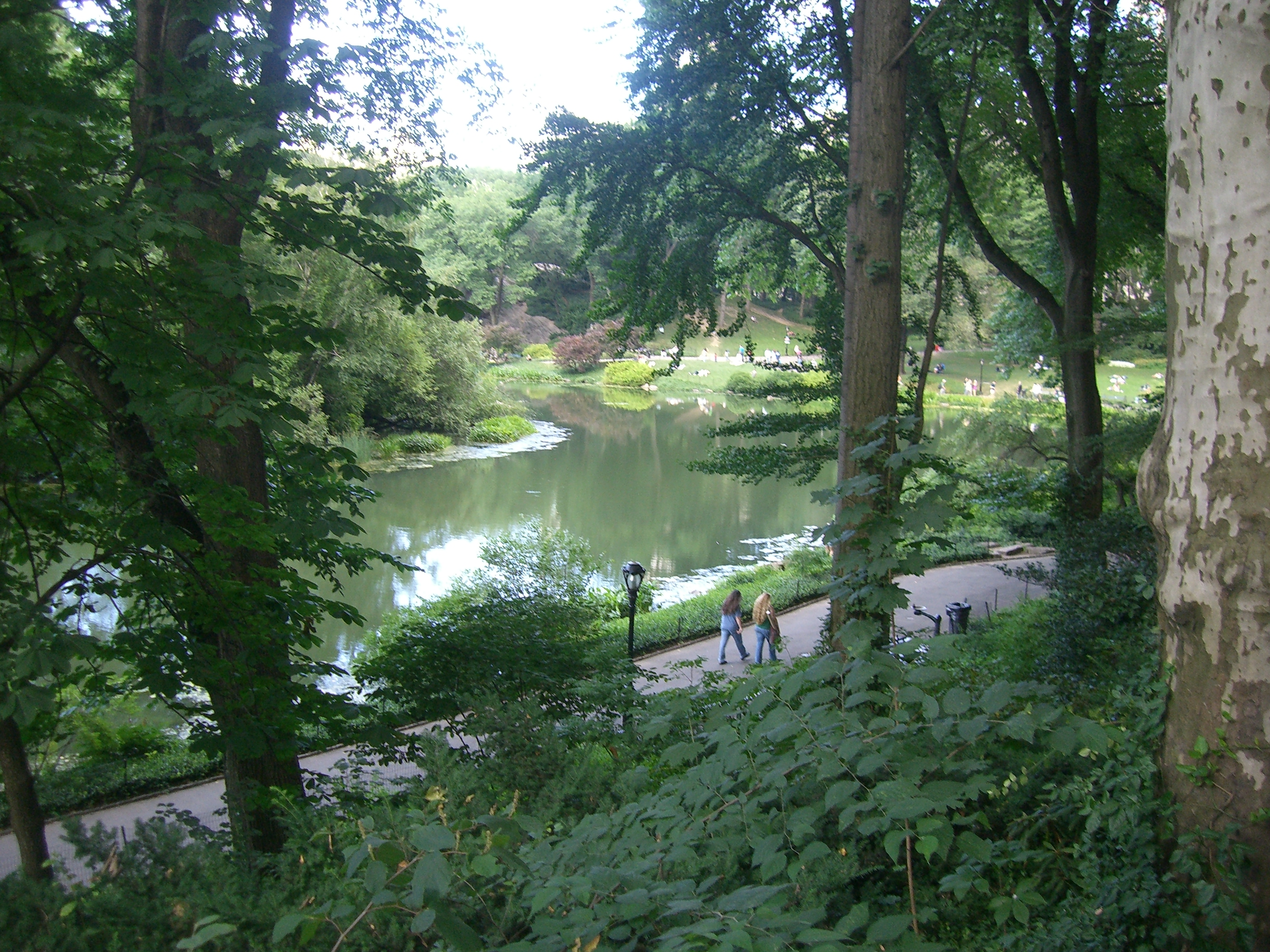
The Pond

Im Central Park liegen mehrere Seen. Die bekanntesten sind:
- The Reservoir: Der mit Abstand größte See. Seit 1994 trägt er offiziell den Namen Jacqueline Kennedy Onassis Reservoir.[18]
- The Lake: Der zweitgrößte See, dessen Form sich völlig von dem recht sterilen Aussehen des Reservoirs unterscheidet. An der schmalsten Stelle wird er von der Bow Bridge überspannt.
- Harlem Meer: Im äußersten Nordosten gelegen.
- The Pond: Ganz im Südosten des Parks, direkt vor dem Plaza Hotel gelegen.
- Belvedere Lake: Direkt im Zentrum des Parks gelegen, westlich vor dem Metropolitan Museum, auch Turtle Pond genannt.
- The Pool: Im Nordwesten des Parks.
- Conservatory Water: Befindet sich im Osten des Parks etwa auf Höhe von The Carlyle.
- Wollman Rink: Kein See im eigentlichen Sinne. Im Winter kann man hier im Südosten des Parks eislaufen.

### Gebäude

#### Südosten

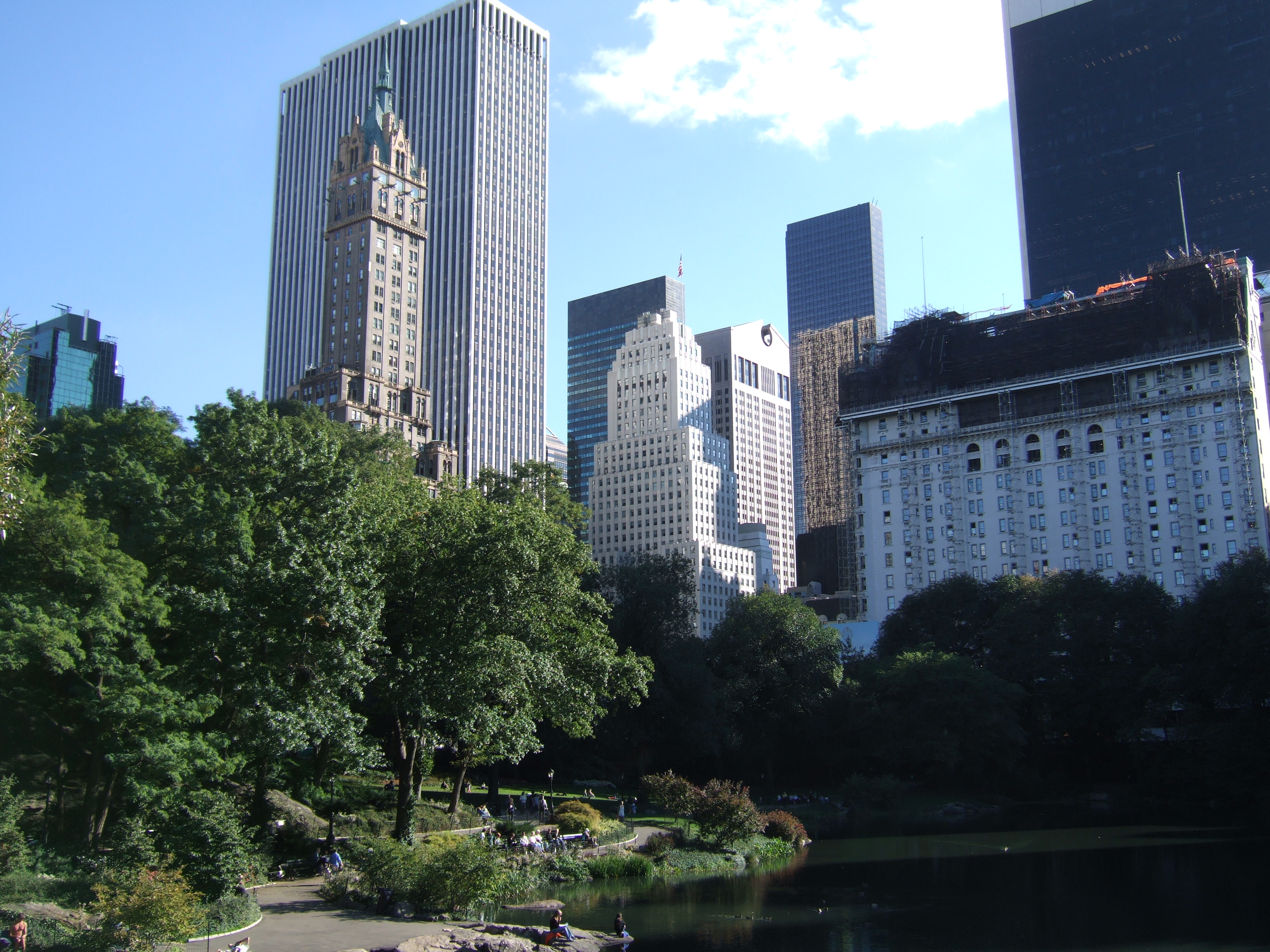
Hotel Sherry-Netherland, General Motors Building, 745 5th Avenue, rechts das Plaza Hotel und dahinter das Solow Building, im Hintergrund das Sony Building

Hier stehen heute die Luxushotels The Pierre, The Sherry-Netherland und das berühmte Plaza Hotel. Hinzu kommen das als typische Hochzeitstorte der 1930er Jahre gebaute 745 5th Avenue (früher das Squibb Building) und das im internationalen Stil gebaute General Motors Building.
Bis in die 1960er Jahre sah dieser Bereich des Central Parks, der als der am meisten fotografierte Bereich gilt, noch anders aus. Anstelle des General Motors Building stand das auffällige Savoy-Plaza Hotel, ein weiteres Luxushotel. Der Abriss und der anschließende Bau des sich kaum in die Reihe der umliegenden Gebäude einfügenden General Motors Building gilt bis heute als umstritten und zusammen mit dem Abriss des Singer Building als einer der größten Fehler der Stadtplaner New Yorks.
Noch heute findet man viele Postkarten und Poster, auf denen die alte Skyline dieses Bereichs abgebildet ist, also mit dem Savoy-Plaza Hotel.

#### Süden
Westlich vom Plaza Hotel fallen das Hampshire House (mit grünem Kupferdach) und das Essex House (trägt den weithin sichtbaren Schriftzug Essex House auf dem Dach) auf. Die dahinter liegende Skyline, von der besonders die Wolkenkratzer Central Park Tower, One57, 111 West 57th Street und das schwarz-weiße Solow Building augenfällig sind, ist deutlich höher.

#### Westen

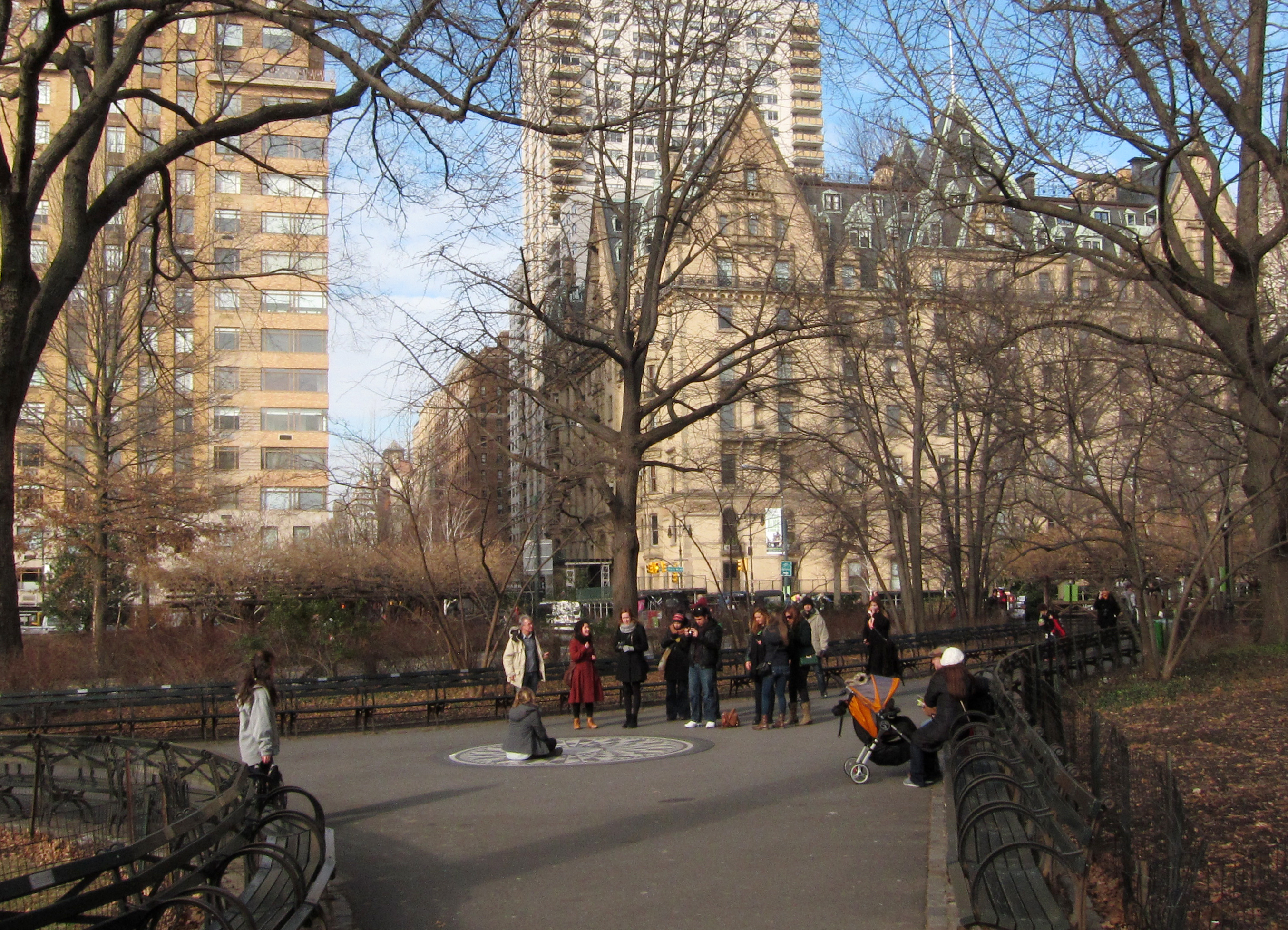
Strawberry Fields, das Dakota-Gebäude im Hintergrund

Im Südwesten stehen seit 2004 die 229 m hohen Twintowers des Deutsche Bank Centers.

Entlang der Westseite (Central Park West) reihen sich diverse Apartmentgebäude, von denen die meisten sehr luxuriös sind und in denen viele Prominente wohnen.

Auffällig sind die vier in den 1930er Jahren gebaute Twintowers The Century, The Majestic, The San Remo und The El Dorado. Das San Remo ist das bekannteste und auch auffälligste dieser vier. Zwischen The Majestic und The San Remo steht das zwar niedrigere, aber bekannteste und älteste der Apartmentgebäude am Central Park: The Dakota. Hier lebte unter anderem John Lennon, der vor dem Eingangstor ermordet wurde.

Das ebenfalls in den 1930er Jahren errichtete The Beresford hat drei Türme und erinnert an ein Schloss.

Das im Art-Déco-Stil errichtete 55 Central Park West ist besonders durch den Film Ghostbusters bekannt geworden und wird seitdem auch Ghostbusters Building genannt.

Das American Museum of Natural History an der Ecke 79. Straße ist eines der größten Naturkundemuseen der Welt.

#### Osten

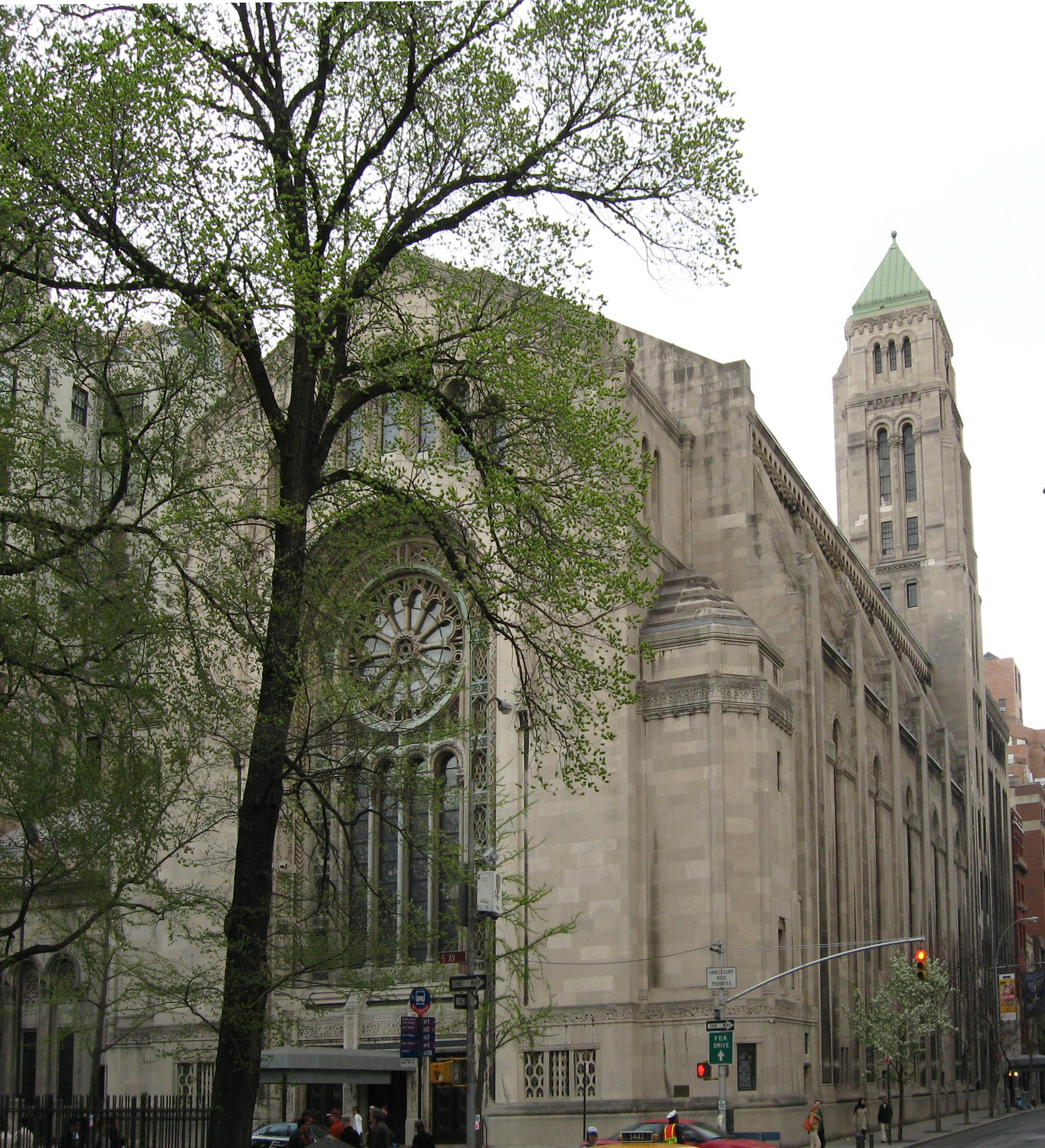
Temple Emanu-El

Nach den beiden Hotels The Pierre und The Sherry-Netherland folgen zahlreiche Apartmentgebäude, von denen viele unmittelbar nach dem Zweiten Weltkrieg gebaut wurden. Diese wurden weiterhin im Art-déco-Stil erbaut und reihen sich in die bauliche Umgebung des Central Parks ein.

Das auffälligste Gebäude an der Upper East Side ist The Carlyle (es steht nicht direkt am Central Park, sondern einen Block dahinter an der Madison Avenue). Das im Art-déco-Stil gestaltete und mit grünem Dach versehene Gebäude ist weithin sichtbar.

Das Solomon R. Guggenheim Museum ist ein Museum für Moderne Kunst. Das auffällige Gebäude wurde von Frank Lloyd Wright entworfen und 1959 eröffnet.

Der Temple Emanu-El ist die größte Synagoge der Welt und befindet sich in Höhe des Central Park Zoos.

Auf der anderen Straßenseite, am östlichen Rande innerhalb des Central Parks, befindet sich das Metropolitan Museum of Art, eines der weltweit größten und meistbesuchten Kunstmuseen.

## Daten
- 341 Hektar Fläche
- 15 Jahre Bauzeit
- 7,5 Millionen Dollar
- 93,5 Kilometer Fußwege
- 275 Vogelarten
- 25 Millionen Besucher pro Jahr
- 4,07 km lang
- 860 m breit

Wer im Park nicht mehr weiß, wo er ist, kann sich an jeder der über 1.500 Parkleuchten orientieren. An jedem Sockel ist seit 1907 ein mindestens vierstelliger Code auf einer Plakette angebracht. Die ersten beiden Zahlen repräsentieren die Höhe der nächsten Straße und die letzte Ziffer sagt, ob eher an der Ost- oder Westseite (ungerade Zahl).

## Musikalische Widmungen
Der US-amerikanische Komponist Charles Ives schrieb im Jahr 1906 eine Tondichtung unter dem Titel Central Park in the Dark.
Der Park findet außerdem Erwähnung im Stück A Heart in New York (1981) des US-amerikanischen Sängers Art Garfunkel:
New York, to that tall skyline I come,

flying in from London to your door.

New York, looking down on Central Park

where they say you should not wander after dark.
Sowie in Bernadette (1997) von Paul Simon:
When the leaves are dark

I’ve got a hiding place in Central Park

And the sky is a coat of diamonds
In ihrem Welthit Miss You (1978) haben die Rolling Stones dem Central Park Reverenz erwiesen:
I’ve been walking in Central Park

Singing after dark

People think I’m crazy

I’ve been stumbling on my feet

Shuffling through the street

Asking people, what’s the matter with you boy?

## Filme
- Central Park. Das Herz Manhattans. Dokumentation, Deutschland 2006, 43 Min., Regie: Curt Faudon, Produktion: WDR, Erstausstrahlung: 30. März 2006, Inhaltsangabe von arte.
- Rätselhafter Central Park. 2016, Dokumentation, 2 × 46 Min.
- The Gates. Dokumentation, USA, 2007, 87 Min., Buch und Regie: Antonio Ferrera, Albert Maysles, Inhaltsangabe (Memento vom 3. Dezember 2013 im Internet Archive)  von Arte und Entstehung (Memento vom 31. Januar 2009 im Internet Archive).
- Die Gärten von New York. Dokumentation, Deutschland, 2007, 43 Min., Regie: Veronika Hofer, Produktion: BR, Inhaltsangabe (Seite nicht mehr abrufbar, festgestellt im Mai 2024. Suche in Webarchiven) von Arte.
- Der Herrscher des Central Parks (The Park is Mine)

## Fernsehserie
- Central Park, 2020